# كارلوس ماتا
كارلوس إنريكي ماتا إيتوريزا (بالإسبانية: Carlos Enrique Mata Iturriza)‏ ويعرف فنيا بالاختصار كارلوس ماتا (بالإسبانية: Carlos Mata)‏ (28 غشت 1952 ببلنسية، فنزويلا)، هو ممثل ومغني فنزويلي. معروف بمسيرته الفنية الكبيرة في التيلينوفيلا الفنزويلية في تلفزيون فنزويلا وتلفزيون راديو كاراكاس، بحيث لعب دور البطولة في 8 تيلينوفيلات من بينها فتاة الورد (بالإسبانية: La dama de rosa)‏ (1986)، سيدتي (بالإسبانية: Señora)‏ (1988) وآخرين. ألبومه Que por que te quiero الذي أصدره سنة 1985، ظل في ترتيبات بيلبورد. وبهذه الأعمال، أصبح أكبر بائع لتيلينوفيلا أمريكا اللاتينية في العالم.

## أعماله
| المسلسلات | المسلسلات        | المسلسلات              |
| السنة     | الإسم            | الإسم الأصلي           |
| --------- | ---------------- | ---------------------- |
| 2017      | سيد السماوات     | El Señor de los Cielos |
| 2015      | المجرم المجنون   | Demente criminal       |
| 2011      | خادمة في مانهاتن | Una Maid en Manhattan  |
| 2011      | الأرملة الصغيرة  | La viuda joven         |
| 2008      | حياة مكتملة      | La vida entera         |
| 2004      | من أجلك          | Belinda                |
| 2002      | لاس غونزاليز     | Las González           |
| 2001      | حرب النساء       | Guerra de mujeres      |